# 千葉県立関宿高等学校
千葉県立関宿高等学校（ちばけんりつ せきやどこうとうがっこう）は、千葉県野田市木間ヶ瀬にある公立高等学校。

## 設置学科
- 普通科

## 沿革
- 1986年（昭和61年）
  - 8月10日 - 校舎の建設を開始[1]
  - 10月15日 - 千葉県高等学校設置条例により設置
- 1987年（昭和62年）4月14日 - 開校式[2]
- 2004年（平成16年）4月1日 - 関宿地域連携型中高一貫教育を開始[3][4]

（文部科学省より「中高一貫教育改善充実研究事業」を委嘱されたことによる）

## 校訓
「熱学展」（情熱を持って学び、自ら展べ）

## 中高一貫教育
野田市の関宿地域にある関宿中学校、二川中学校、木間ヶ瀬中学校との連携型中高一貫教育校である。

## 交通
- 東武野田線（東武アーバンパークライン）川間駅下車。朝日バス関宿はやま工業団地行き、または境車庫・境町行きに乗車、「新堤」又は「川間ゴルフ場」下車徒歩8分

## 著名な出身者
- 田中亜実（プロボウラー）